# Riswan Wachajewitsch Taschajew
Riswan Wachajewitsch Taschajew (russisch Ризван Вахаевич Ташаев; * 5. Oktober 2003 in Grosny) ist ein russischer Fußballtorwart.

## Karriere
Taschajew begann seine Karriere bei Achmat Grosny. Im Juli 2022 stand er erstmals im Kader der Profis von Achmat. Sein Debüt für diese in der Premjer-Liga gab er dann im August 2022 gegen Krylja Sowetow Samara, als er in der 31. Minute eingewechselt wurde, nachdem zuvor Tormann Michail Oparin vom Platz gestellt worden war. Dies blieb aber sein einziger Einsatz für Achmat.
Im Februar 2024 wechselte Taschajew zum Drittligisten Dynamo Brjansk.